# Ostrowski III
Ostrowski III (Ostrowski) – polski herb szlachecki, odmiana herbu Leliwa.

## Opis herbu
W polu błękitnym pod srebrnym krzyżem kawalerskim półksiężyc złoty z gwiazdą złotą między rogami. Nad hełmem w koronie półksiężyc złoty z trzema piórami strusimi w środku: białym między błękitnymi.

## Najwcześniejsze wzmianki
Podług Ostrowskiego odmiana przysługiwała polskiej rodzinie Ostrowskich osiadłej w XVI w. w Iszczkowie
w ziemi przemyskiej (jej gałąź miała się przenieść na Śląsk i do Prus).

## Herbowni
Ostrowski.